# Alexandr Osetrov
Svatý Alexandr Osetrov (1895 – 1918) byl ruský jerej ruské pravoslavné církve a mučedník.

## Život
Narodil se roku 1895.
Stal se jerejem a sloužil v chrámu svatého Mikuláše ve vesnici Těljoc v Osinském ujezdu Permské gubernie.
Na podzim roku 1918 byl bolševiky rozsekán šavlemi a nakonec zastřelen.
Dne 17. března 1919 byly jeho ostatky přeneseny do ženského monastýru Zesnutí přesvaté Bohorodice v Permu.

## Kanonizace
Dne 20. srpna 2000 ho Ruská pravoslavná církev svatořečila jako mučedníka a byl zařazen mezi Sbor všech novomučedníků a vyznavačů ruských.
Jeho svátek je připomínán 20. června (7. června – juliánský kalendář).